# Axel Ryning
Axel Nilsson Ryning, född 1552, död 8 januari 1620, var en svensk riksamiral, riksmarsk, riksråd, friherre till Tuna gård i Österåkers socken i nuvarande Österåkers kommun i Österskär i Åkersberga, Stockholms län, samt till Penningby slott i Länna socken, i nuvarande Norrtälje kommun, Stockholms län och till Nynäs herrgård i Ösmo socken i nuvarande Nynäshamns kommun, Stockholms län. Son till Nils Eriksson Ryning och Ingeborg Trolle.

## Biografi
Ryning var en av Gustav II Adolfs förmyndare och gift med Margareta Bielke, dotter till Claes Nilsson Bielke och Elin Fleming.
Hans verksamhet började genast efter Johan III:s död, då han 1592 utnämndes till hertig Karls råd och samma år medlade försoning mellan hertigen och de sex rådsherrar, vilka 1590 blivit häktade för förrädiska stämplingar.
Sigismund förordnade vid sin avresa 1594 Erik Brahe, som var katolik, till ståthållare i Stockholm. 1599 ersattes Erik Brahe av Axel Ryning och Carl Sture, och uppdrog åt Ryning, sedan denne varit hertigen följaktig på hans tåg till Finland, att vara ståthållare i Viborg.
Tre år senare utnämndes han av hertigen till riksråd och riksamiral samt var jämte flera andra svenska herrar rikets fullmäktig vid fredsmötet med danskarna i Flaksjöbäck samma år 1602. Gustaf II Adolf belönade Rynings förtjänster mot hans fader och riket, genom att strax efter sitt anträde till regeringen upphöja honom till riksmarsk och lagman i Södermanlands lagsaga 1611. Emellertid finnes någon hans synnerliga åtgärd såsom sådan sällan omtalad. Vid konungens kröning 1617, där han bar rikssvärdet, blev Ryning slagen till riddare.
Ryning är begravd i Länna kyrka i Uppland.